# Leon Dajaku
Leon Dajaku (Waiblingen, 12 april 2001) is een Duits voetballer van Kosovaarse afkomst die doorgaans als spits speelt.

## Clubcarrière
Dajaku begon zijn loopbaan in de jeugd van Spvgg Rommelshausen en FSV Waiblingen. In 2014 vervoegde hij de jeugdreeksen van VfB Stuttgart. In december 2018 stroomde hij door uit de jeugd van Stuttgart. Op 9 december 2018 maakte Dajaku zijn debuut in de Bundesliga. Van coach Markus Weinzierl mocht hij een kwartier voor tijd Anastasios Donis komen vervangen in een uitwedstrijd tegen Borussia Mönchengladbach. Die werd uiteindelijk met 3–0 verloren. Medio 2019 ging hij naar FC Bayern München waar hij vooral in het tweede team speelde. In januari 2021 werd hij verhuurd aan 1. FC Union Berlin.

## Clubstatistieken
| Seizoen | Club          | Competitie | Competitie | Competitie | Beker | Beker | Internationaal | Internationaal | Totaal | Totaal |
| Seizoen | Club          | Competitie | Wed.       | Dlp.       | Wed.  | Dlp.  | Wed.           | Dlp.           | Wed.   | Dlp.   |
| ------- | ------------- | ---------- | ---------- | ---------- | ----- | ----- | -------------- | -------------- | ------ | ------ |
| 2018/19 | VfB Stuttgart | Bundesliga | 2          | 0          | 0     | 0     | —              | —              | 2      | 0      |
| Totaal  | Totaal        | Totaal     | 2          | 0          | 0     | 0     | 0              | 0              | 2      | 0      |

Bijgewerkt op 16 juli 2019.